# پروتکل تأیید گذرواژه
پروتکُل تأیید گُذَرواژه (به انگلیسی: Password Authentication Protocol) یا به اختصار پاپ (PAP) یک پروتکل ساده است که در شبکه‌های رایانه‌ای برای شناسایی و تأیید صحت مشخصات یک کاربر در یک شبکه اینترنتی استفاده می‌شود.
فراهم‌سازهای خدمات اینترنتی از این پروتکل استفاده می‌کنند. پاپ توسط پروتکل نقطه به نقطه یه‌کار گرفته می‌شود.